# メグ・ライアン (小惑星)
メグ・ライアン (8353 Megryan) は小惑星帯に位置する小惑星。ベルギーの天文学者エリック・エルストがヨーロッパ南天天文台で発見した。
アメリカ合衆国の女優、メグ・ライアンから命名された。